# Lausen
Lausen is een gemeente en plaats in het Zwitserse kanton Basel-Landschaft, en maakt deel uit van het district Liestal. Lausen telt 4.996 inwoners.

## Geboren
- Gertrud Lendorff (1900-1986), schrijfster